# Hubert Fielden
Hubert Fielden, né le 15 octobre 1932 à Maisons-Laffitte, est un acteur canadien d'origine française, spécialisé dans le doublage.

## Biographie
Né à Maisons-Laffitte, il grandit en Colombie puis émigre au Québec en 1941. Encore citoyen français, il fait en 1951 son service militaire en Algérie. Plus tard, il étudie en art dramatique à Paris et le mime avec Marcel Marceau. Hubert Fielden revient à Montréal en 1957 où il joue sur scène, à la radio et à la télévision à la CBC et Radio-Canada. Depuis 1968, il participe à plusieurs adaptations pour les doublages québécois et il y fait aussi plusieurs voix. 
Il est le père de Jerry Fielden, le guitariste du groupe AraPacis.

## Filmographie
- 1959 : César (série télévisée)
- 1977 : Plus ça change, moins c'est pareil (téléthéâtre)
- 1992 : Bombardier (série télévisée) : annonceur radio et narrateur cinéma

## Doublage

### Cinéma

#### Films
- Voix d'Albus Dumbledore
  - joué par Richard Harris dans :
    - Harry Potter à l'école des sorciers (2001)
    - Harry Potter et la Chambre des secrets (2002)

  - joué par Michael Gambon dans :
    - Harry Potter et le Prisonnier d'Azkaban (2004)
    - Harry Potter et la Coupe de feu (2005)
    - Harry Potter et l'Ordre du phénix' (2007)
    - Harry Potter et le Prince de sang-mêlé' (2009)
    - Harry Potter et les Reliques de la Mort : 2e partie' (2011)

- August Schellenberg dans :
  - Mon ami Willy : Randolph Johnson (1993)
  - Mon ami Willy 2 : La Grande Aventure : Randolph (1995)
  - Mon ami Willy 3 : Le Sauvetage : Randolph (1997)

- Clint Eastwood dans :
  - Les Pionniers de l'espace (2000) : le colonel Francis « Frank » Corvin
  - Gran Torino (2008) : Walt Kowalski

- 1988 : Bételgeuse : Bernard (Dick Cavett) (Kevin Clash)
- 1990 : Les Tortues Ninja : Splinter (Kevin Clash)
- 1994 : Fiction pulpeuse : Winston Wolfe (Harvey Keitel)
- 1997 : Titanic : Benjamin Guggenheim (Michael Ensign)
- 1998 : Drôle de couple 2 : Felix Ungar (Jack Lemmon)
- 1999 : The Green Mile : Paul (vieux) (Dabbs Greer)
- 2001 : Training Day : Roger (Scott Glenn)
- 2002 : Star Wars, épisode II : L'Attaque des clones : Cliegg Lars (Jack Thompson)
- 2007 : Dead Silence : Henry Walker (Michael Fairman)
- 2008 : Indiana Jones et le Royaume du Crâne de cristal : Dean Charles Stanforth (Jim Broadbent)
- 2009 : Anges & Démons : le cardinal Strauss (Armin Mueller-Stahl)
- 2009 : 2012 : Tony Delgatto (George Segal)
- 2009 : L'Imaginarium du docteur Parnassus : Docteur Parnassus (Christopher Plummer)
- 2012 : Jack Reacher : Cash (Robert Duvall)

#### Films d'animation
- 1995 : Pocahontas : Powhatan
- 1997 : Les chats ne dansent pas : Cranston
- 1998 : Pocahontas 2 : À la découverte d’un monde nouveau : Powhatan
- 2000 : Le Dinosaure : Yar
- 2002 : La Planète au trésor : Billy Bones
- 2007 : TMNT : Les Tortues Ninja : Splinter
- 2008 : Les Chimpanzés de l'espace : Houston
- 2011 : Mission : Noël : Ernie Clicker
- 2012 : Les Pirates! Bande de nauls : Scarlett Morgan
- 2014 : Les Avions : Les Pompiers du ciel : Mayday
- 2017 : L'Étoile de Noël : Roi Herode
- 2017 : Coco : Papa Julio

### Télévision

#### Séries d'animation
- 1994-1995 : MégabogueS : Phong
- 2003-2011 : Franny et les Chaussures magiques : Grand-père

### Jeux vidéo
- 1995 : Jagged Alliance : Richard (v.o.)